# Ayoub Abdi
Ayoub ou Ayyoub Abdi (en arabe : أيوب العبدي), né le 16 février 1997 à Chlef,, est un handballeur international algérien.
Après s'être révélé au  Fenix Toulouse, il rejoindra à l'intersaison 2024 le HBC Nantes. pour les trois prochains années.

## Biographie
Ayoub Abdi commence le handball en jeune avec le club de Chlef puis signé dans le club du CRB Baraki à l'âge de 17 ans. Alors âgé de 19 ans, il est considéré comme la véritable révélation du Championnat d'Afrique 2016 alors qu'il est surclassé. Plusieurs clubs, notamment le champion de France montpelliérain, cherche à le recruter et c'est finalement au Pays d'Aix UC qu'il signe un contrat de trois ans en mai 2016. Si le transfert est validé par les fédérations française et internationale, le transfert du gaucher est contesté par sa propre fédération et son ancien club,. Il est alors exclu des équipes nationales des moins de 21 ans et senior pour "raisons disciplinaires" avant d'être gracié en juin 2017, ce qui lui permet de participer au Championnat du monde junior 2017. Entre-temps, l'expérience à Aix tourne court et Abdi retourne en Algérie après huit mois.
En 2018, il est recruté par le Grenoble Saint-Martin-d'Hères, promu en Championnat de France de D2 et entraîné par un Franco-Algérien, l'ex-international du Sept national Aziz Benkahla,,. Si le club grenoblois est rétrogradée administrativement en Nationale 1 au terme de la saison, Abdi réalise une belle saison, passant la barre des 100 buts. Il signe alors à l'intersaison 2019 au Fenix Toulouse Handball.
Au Championnat du monde 2021, il fait forte impression, terminant parmi les 20 meilleurs buteurs de la compétition avec 36 réalisations en 6 matchs.

## Palmarès

### En club
CRB Baraki
- Vainqueur de la Coupe d'Algérie (1) : 2015.
  - Finaliste en 2016

HBC Nantes
- Vainqueur du Trophée des champions (1) : 2024

### avec l'Équipe d'Algérie
Championnats d'Afrique
- 4e place au Championnat d'Afrique 2016 ( Égypte)
- Médaille de bronze au Championnat d'Afrique 2020 ( Tunisie)
- Médaille d'argent au Championnat d'Afrique 2024 ( Égypte)

Championnat du monde
- 22e place au Championnat du monde 2021 ( Égypte)
- 31e place au Championnat du monde 2023 ( Pologne/ Suède)
- 30e place au Championnat du monde 2025 ( Croatie/ Danemark/ Norvège)

Championnats du monde junior et jeunes
- 14e place au Championnat du monde junior 2017 ( Algérie)
- 23e place au Championnat du monde jeunes 2015 ( Russie)

## Récompenses individuelles
- Élu Meilleur joueur du mois de novembre 2023
- Élu  Meilleur arrière droit du Championnat de France  2023-2024

## Statistiques en championnat de France
| Saison  | Div.   | Club              | MJ  | Buts | Tirs | %      | 7m | Champ | Suspension | Moy. |
| ------- | ------ | ----------------- | --- | ---- | ---- | ------ | -- | ----- | ---------- | ---- |
| 2016/17 | Div. 1 | Pays d'Aix UCH    | 04  | 0    | 0    | /      | 0  | 0     | 0          | /    |
| 2019/20 | Div. 1 | Fenix Toulouse HB | 18  | 71   | 130  | 54,6 % | 0  | 71    | 10         | 3,94 |
| 2020/21 | Div. 1 | Fenix Toulouse HB | 30  | 131  | 233  | 56,2 % | 0  | 131   | 16         | 4,37 |
| 2021/22 | Div. 1 | Fenix Toulouse HB | 21  | 51   | 121  | 42,1 % | 0  | 51    | 08         | 2,43 |
| 2022/23 | Div. 1 | Fenix Toulouse HB | 25  | 117  | 186  | 62,9 % | 0  | 117   | 09         | 4,68 |
| 2023/24 | Div. 1 | Fenix Toulouse HB | 30  | 153  | 233  | 65,7 % | 0  | 153   | 05         | 5,1  |
| 2024/25 | Div. 1 | HBC Nantes        | 27  | 69   | 126  | 54,8 % | 0  | 69    | 05         | 2,6  |
| Total   | Total  | Total             | 155 | 592  | 1029 | 57,5 % | 0  | 592   | 53         | 3,82 |